# Petrocephalus
Petrocephalus ist eine afrikanische Süßwasserfischgattung aus der Familie der Nilhechte (Mormyridae). Im Deutschen werden sie wegen ihrer stumpfen Schnauzen auch Boxernilhechte genannt.

## Merkmale
Petrocephalus-Arten werden 5,2 bis 20 Zentimeter lang. Ihr Körper ist relativ kurz, hochrückig und seitlich abgeflacht. Der Schwanzstiel ist schmal, die Schwanzflosse immer gegabelt.
Im Unterschied zur anderen Nilhechtgattungen besitzen sie ein Basisphenoid (Keilbein). Die ersten beiden Strahlen der Rückenflosse sind unsegmentiert (bei den übrigen Gattungen nur der erste), alle weiteren segmentiert. Die Nasenöffnungen stehen nah zusammen und befinden sich unter oder nur wenig vor dem vorderen Augenrand. Das Maul ist mehr oder weniger unterständig und steht unter oder nur leicht vor dem Vorderrand der Augen. Rückenflosse und Afterflosse sitzen weit hinten am Körper und stehen sich annähernd symmetrisch gegenüber.
Wie alle Nilhechte besitzt Petrocephalus die Fähigkeit zur Elektroorientierung und -kommunikation.

## Systematik
Petrocephalus steht basal zu allen anderen Nilhechtgattungen und wird deshalb in eine eigene Unterfamilie eingeordnet, die Petrocephalinae, während alle übrigen Nilhechtgattungen die Unterfamilie Mormyrinae bilden.

## Arten
Es gibt über 40 Arten:

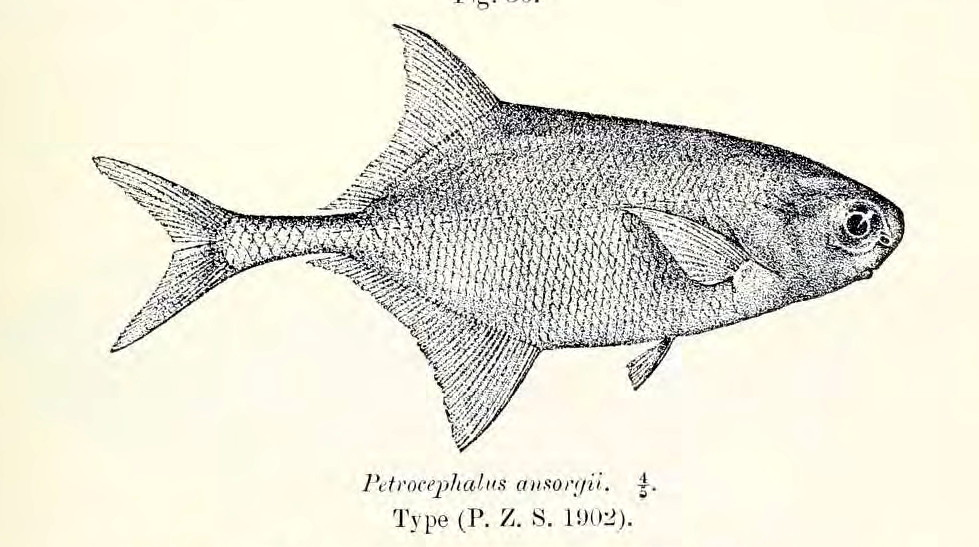
Petrocephalus ansorgii

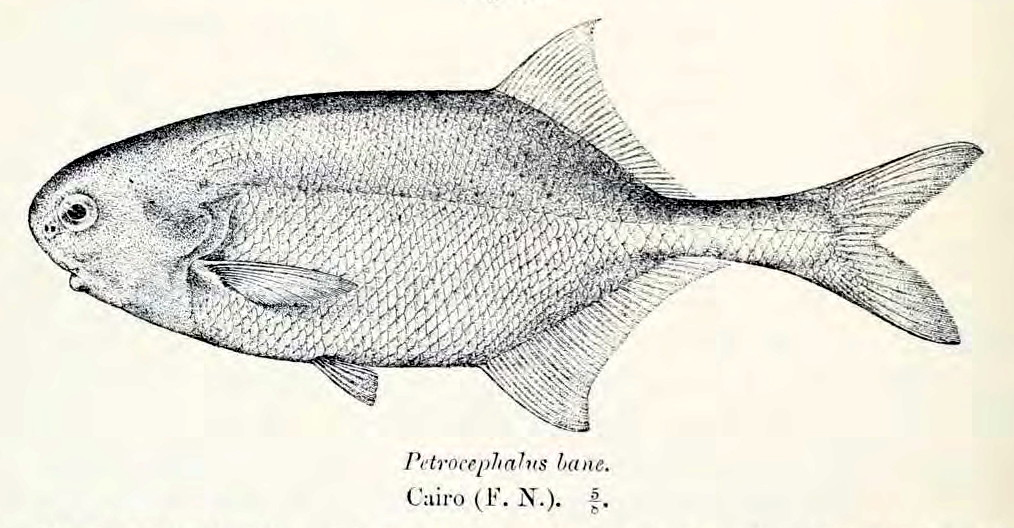
Petrocephalus bane

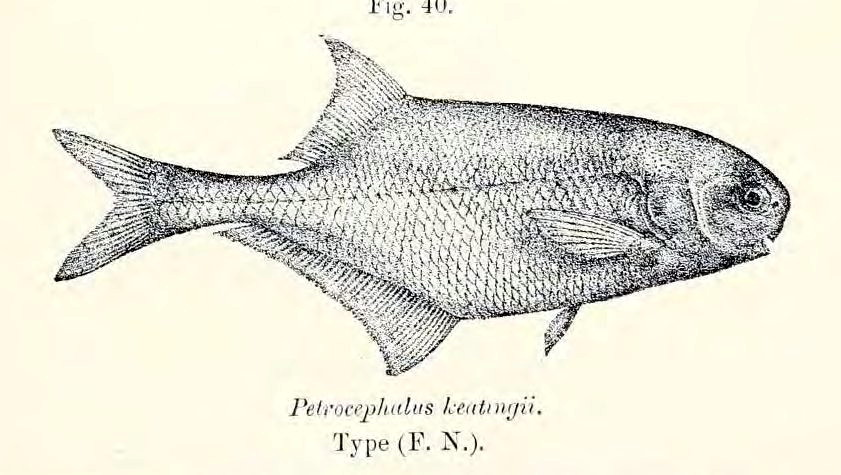
Petrocephalus keatingii

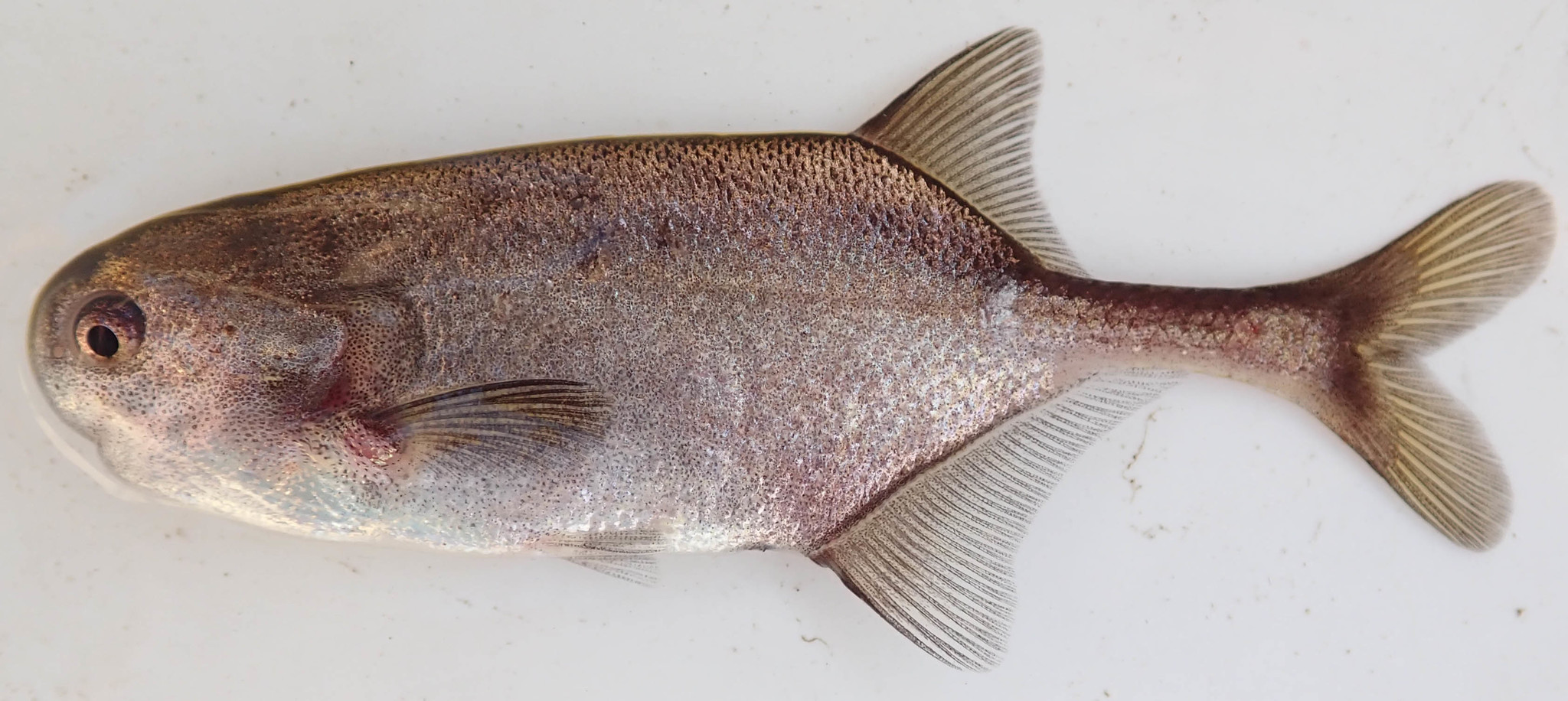
Petrocephalus okavangensis

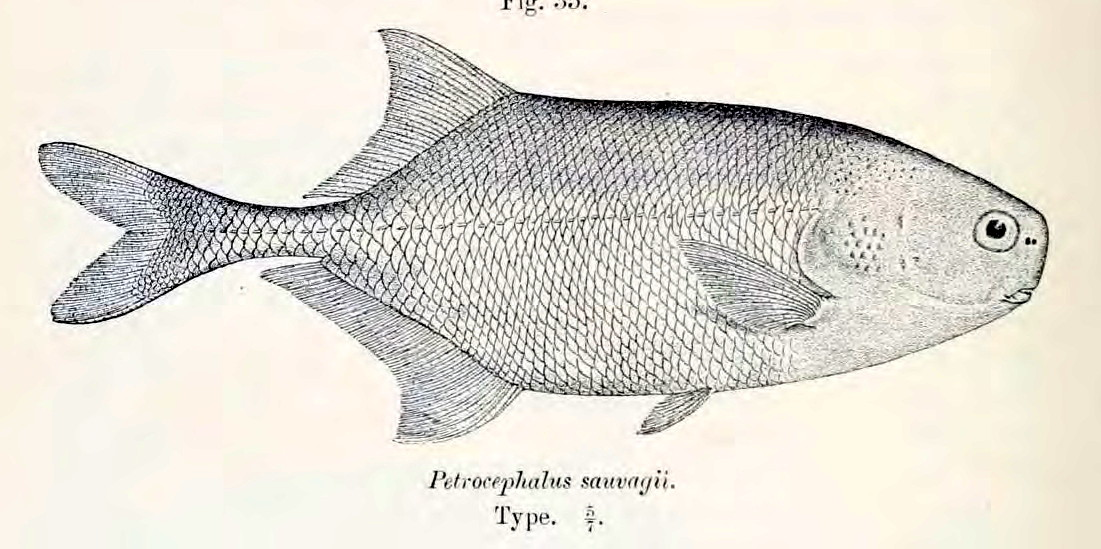
Petrocephalus sauvagii

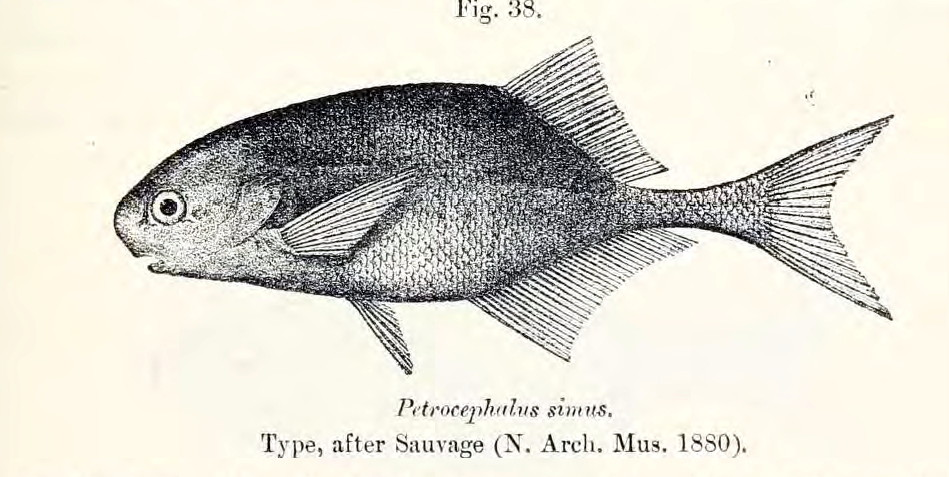
Petrocephalus simus

- Petrocephalus ansorgii Boulenger, 1903
- Petrocephalus arnegardi Lavoué & Sullivan, 2014
- Petrocephalus balayi Sauvage, 1883
- Petrocephalus bane (Lacepède, 1803)
- Petrocephalus binotatus Pellegrin, 1924
- Petrocephalus boboto Lavoué & Sullivan, 2014
- Petrocephalus bovei (Valenciennes, 1847)
- Petrocephalus catostoma (Günther, 1866)
- Petrocephalus christyi Boulenger, 1920
- Petrocephalus congicus David & Poll, 1937
- Petrocephalus cunganus Boulenger, 1910
- Petrocephalus degeni Boulenger, 1906
- Petrocephalus frieli Lavoué, 2012
- Petrocephalus gliroides (Vinciguerra, 1897)
- Petrocephalus grandoculis Boulenger, 1920
- Petrocephalus guttatus Fowler, 1936
- Petrocephalus haullevillei Boulenger, 1912
- Petrocephalus hutereaui (Boulenger, 1913)
- Petrocephalus keatingii Boulenger, 1901
- Petrocephalus leo Lavoué, 2016
- Petrocephalus levequei Bigorne & Paugy, 1990
- Petrocephalus longianalis Kramer, Bills, Skelton & Wink, 2012
- Petrocephalus longicapitis Kramer, Bills, Skelton & Wink, 2012
- Petrocephalus magnitrunci Kramer, Bills, Skelton & Wink, 2012
- Petrocephalus magnoculis Kramer, Bills, Skelton & Wink, 2012
- Petrocephalus mbossou Lavoué, Sullivan & Arnegard, 2010
- Petrocephalus microphthalmus Pellegrin, 1908
- Petrocephalus odzalaensis Lavoué, Sullivan & Arnegard, 2010
- Petrocephalus okavangensis Kramer, Bills, Skelton & Wink, 2012
- Petrocephalus pallidomaculatus Bigorne & Paugy, 1990
- Petrocephalus pellegrini Poll, 1941
- Petrocephalus petersi Kramer, Bills, Skelton & Wink, 2012
- Petrocephalus pulsivertens Lavoué, Sullivan & Arnegard, 2010
- Petrocephalus sauvagii (Boulenger, 1887)
- Petrocephalus schoutedeni Poll, 1954
- Petrocephalus similis Lavoué, 2011
- Petrocephalus simus Sauvage, 1879
- Petrocephalus soudanensis Bigorne & Paugy, 1990
- Petrocephalus squalostoma (Boulenger, 1915)
- Petrocephalus sullivani Lavoué, Hopkins & Kamdem Toham, 2004
- Petrocephalus tanensis Whitehead & Greenwood, 1959
- Petrocephalus tenuicauda (Steindachner, 1895)
- Petrocephalus valentini Lavoué, Sullivan & Arnegard, 2010
- Petrocephalus wesselsi Kramer & van der Bank, 2000
- Petrocephalus zakoni Lavoué, Sullivan & Arnegard, 2010